# Simon Dschanaschia

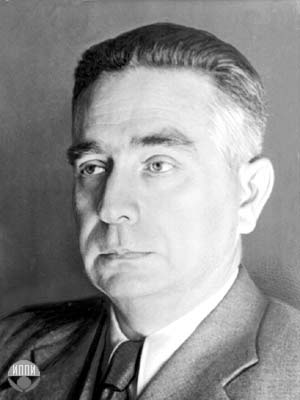
Simon Dschanaschia

Simon Nikolosis dse Dschanaschia (georgisch სიმონ ნიკოლოზის ძე ჯანაშია Simon Nik’olozis dze Janashia; * 13. Juli 1900 in Makwaneti, Region Gurien, Russisches Kaiserreich; † 5. November 1947 in Tiflis, Georgische SSR, UdSSR) war ein georgischer Historiker. Er war Professor an der Staatlichen Universität Tiflis und Gründungsmitglied der Georgischen Akademie der Wissenschaften.

## Leben
Er wurde als Sohn des Lehrers und Ethnologen Nikolos Dschanaschia geboren. 1922 schloss er ein Studium an der Staatlichen Universität Tiflis ab und schlug die Universitätslaufbahn ein. 1924 wurde er Dozent, 1930 außerordentlicher Professor und 1935 Professor. 1941 war er Mitbegründer der Georgischen Akademie der Wissenschaften und von 1941 bis 1947 ihr Vizepräsident. Zugleich leitete er als Direktor das Historische Institut der Akademie. 1943 wurde Dschanaschia zum Mitglied der Sowjetischen Akademie der Wissenschaften gewählt.

## Leistungen
Seine wissenschaftlichen Hauptarbeitsfelder waren die Ethnogenese des georgischen Volkes und weiterer ibero-kaukasischer Völker, die Entstehung des Feudalismus in Georgien, die Geschichte des antiken Georgien, die Archäologie des antiken Georgiens, die Geschichte der Königreiche Kolchis und Iberia, die Geschichte des Christentums in Georgien sowie Quellenstudien zur Geschichte Georgiens und des Kaukasus. Er verfasste mehr als 100 wissenschaftliche Arbeiten, darunter zehn Monographien. Seine gesammelten Werke in vier Bänden wurden 1949 bis 1968 in Tiflis verlegt.
In den 1940er Jahren war er einer der Organisatoren der archäologischen Ausgrabungen in Mzcheta und in Armasi in Westgeorgien.
Nach seinem Tode wurde er auf dem Pantheon am Berg Mtazminda in Tiflis beigesetzt. Das georgische Nationalmuseum in Tiflis trägt heute seinen Namen.

## Auszeichnungen
Dschanaschia wurde zweimal mit dem Leninorden sowie 1942 und 1947 mit dem Stalinpreis ausgezeichnet. Er wurde auch mit dem Orden des Roten Banners der Arbeit sowie mehreren Medaillen ausgezeichnet.

## Werke
- The religious beliefs of the Abkhasians, from the materials of Abkhasian ethnography, N.N., 1937
- Sakartvelos istoria, Tbilisi, 1946

## Einzelnachweis
1. ↑  Simon Dschanaschia - Biografie. Archiviert vom Original (nicht mehr online verfügbar) am 13. April 2018; abgerufen am 12. April 2018 (russisch).  Info: Der Archivlink wurde automatisch eingesetzt und noch nicht geprüft. Bitte prüfe Original- und Archivlink gemäß Anleitung und entferne dann diesen Hinweis.

| Personendaten    | Personendaten                                                                                      |
| ---------------- | -------------------------------------------------------------------------------------------------- |
| NAME             | Dschanaschia, Simon                                                                                |
| ALTERNATIVNAMEN  | Dschanaschia, Simon Nikolos dse; სიმონ ჯანაშია (georgisch); სიმონ ნიკოლოზის ძე ჯანაშია (georgisch) |
| KURZBESCHREIBUNG | georgischer Historiker                                                                             |
| GEBURTSDATUM     | 13. Juli 1900                                                                                      |
| GEBURTSORT       | Makwaneti, Region Gurien, Russisches Kaiserreich                                                   |
| STERBEDATUM      | 5. November 1947                                                                                   |
| STERBEORT        | Tiflis, Sowjetunion                                                                                |